# Martin Vlach
Martin Vlach (Praga, 15 de junio de 1997) es un deportista checo que compite en pentatlón moderno.
Ganó una medalla de plata en el Campeonato Mundial de Pentatlón Moderno de 2018 y dos medallas en el Campeonato Europeo de Pentatlón Moderno, en los años 2019 y 2022. En los Juegos Europeos de Cracovia 2023 consiguió una medalla de oro en la prueba de relevo mixto.
Participó en los Juegos Olímpicos de Tokio 2020, ocupando el cuarto lugar en la prueba individual.

## Medallero internacional
| Campeonato Mundial | Campeonato Mundial        | Campeonato Mundial | Campeonato Mundial |
| Año                | Lugar                     | Medalla            | Competición        |
| ------------------ | ------------------------- | ------------------ | ------------------ |
| 2018               | Ciudad de México (México) | Medalla de plata   | Relevo             |
| Juegos Europeos    |                           |                    |                    |
| Año                | Lugar                     | Medalla            | Competición        |
| 2023               | Cracovia (Polonia)        | Medalla de oro     | Relevo mixto       |
| Campeonato Europeo |                           |                    |                    |
| Año                | Lugar                     | Medalla            | Competición        |
| 2019               | Bath (Reino Unido)        | Medalla de bronce  | Relevo             |
| 2022               | Székesfehérvár (Hungría)  | Medalla de oro     | Relevo             |